# Rugby sevens nos Jogos Pan-Americanos de 2015
Os torneios de rugby sevens nos Jogos Pan-Americanos de 2015 foram realizados nos dias 11 e 12 de julho no Estádio de Exposições, em Toronto.
Pela primeira vez foi realizado um torneio feminino, após o esporte estrear em Guadalajara 2011 apenas com o torneio masculino. Oito equipes disputaram a competição entre os homens e seis a competição entre as mulheres.

## Calendário
| Julho        | 7 | 8 | 9 | 10 | 11 | 12 | 13 | 14 | 15 | 16 | 17 | 18 | 19 | 20 | 21 | 22 | 23 | 24 | 25 | 26 |
| ------------ | - | - | - | -- | -- | -- | -- | -- | -- | -- | -- | -- | -- | -- | -- | -- | -- | -- | -- | -- |
| Rugby sevens |   |   |   |    |    | 2  |    |    |    |    |    |    |    |    |    |    |    |    |    |    |

|  | Dia de competição |  | Dia de final |

## Países participantes
Um total de nove delegações enviaram equipes para as competições de rugby. Argentina, Brasil, Canadá, Estados Unidos e México participaram tanto do torneio masculino quanto do feminino.
| - ARG Argentina (24) - BRA Brasil (24) - CAN Canadá (24) - CHI Chile (12) - COL Colômbia (12) | - USA Estados Unidos (24) - GUY Guiana (12) - MEX México (24) - URU Uruguai (12) |

## Medalhistas
| Evento             | Ouro | Prata | Bronze |
| ------------------ | --- | --- | --- |
| Masculino detalhes | Sean White Admir Cejvanovic Michel Fuailefau John Moonlight Conor Trainor Sean Duke Phil Mack Justin Douglas Nathan Hirayama Lucas Hammond Harry Jones Matthews Mullins CAN Canadá      | Fernando Luna Santiago Álvarez Germán Schulz Nicolás Bruzzone Emiliano Boffelli Gastón Revol Bautista Ezcurra Rodrigo Etchart Franco Sabato Juan Tuculet Ramiro Finco Axel Muller Aranda ARG Argentina | Carlin Isles Patrick Blair Brett Thompson Garrett Bender Mike Te'o Stephen Tomasin Will Holder Ben Leatigaga Nate Augspurger Madison Hughes Perry Baker Martin Iosefo USA Estados Unidos               |
| Feminino detalhes  | Brittany Benn Kayla Moleschi Karen Paquin Kelly Russell Ashley Steacy Sara Kaljuvee Jen Kish Nadejda Popov Ghislaine Landry Hannah Darling Magali Harvey Natasha Watcham-Roy CAN Canadá | Megan Bony Kelly Griffin Joanne Fa'avesi Leyla Kelter Richelle Stephens Lauren Doyle Kristen Thomas Hannah Lopez Melissa Flower Irene Gardner Kate Zackary Kathryn Johnson USA Estados Unidos          | Juliana dos Santos Bruna Lotufo Beatriz Muhlbauer Edna Santini Paula Ishibashi Isadora Cerullo Cláudia Teles Haline Scatrut Angélica Gevaerd Maria Behrendt Raquel Kochhann Mariana Ramalho BRA Brasil |

## Quadro de medalhas
| Ordem | País               | Medalha de ouro | Medalha de prata | Medalha de bronze |   |
| ----- | ------------------ | --------------- | ---------------- | ----------------- | - |
| 1     | CAN Canadá         | 2               |                  |                   | 2 |
| 2     | USA Estados Unidos |                 | 1                | 1                 | 2 |
| 3     | ARG Argentina      |                 | 1                |                   | 1 |
| 4     | BRA Brasil         |                 |                  | 1                 | 1 |
| TOTAL | TOTAL              | 2               | 2                | 2                 | 6 |